# Suzuki Yasuo
Suzuki Yasuo (jap. 鈴木 保男 Suzuki Yasuo, * 30. April 1913 in der Präfektur Kanagawa; † August 2000) war ein japanischer Fußballnationalspieler.
Suzuki debütierte bei den Fernostspielen 1934 gegen die Auswahl Chinas. Dieses Spiel ging knapp mit 3:4 Toren verloren. Seinen zweiten Einsatz hatte er bei den Olympischen Spielen 1936, bei denen Japan gegen Italien deutlich mit 0:8 verlor. Weitere Berufungen folgten nicht mehr.